# Chalcis bicolor
Chalcis bicolor is een vliesvleugelig insect uit de familie bronswespen (Chalcididae). De wetenschappelijke naam is voor het eerst geldig gepubliceerd in 1902 door Bingham.